# سلطة كاملة
يشير مصطلح السلطة الكاملة إلى قدرة المنظمة على مزامنة أعمالها بشكل حيوي؛ وتحقيق سرعة القيادة والسيطرة (C2)؛ وزيادة سرعة السيطرة على شبكة قوية متصلة. كما يتم استخدام هذا المصطلح بشكل أكثر شيوعًا فيما يتصل بالمؤسسات العسكرية، ولكن يمكن أيضا أن يتم استخدامه في السياق المدني.
إن مفهوم "السلطة الكاملة" هو فلسفة إدارة المعلومات والمنظمات وضعت وزارة الدفاع الأمريكية أساسها في كتاب للدكتور ديفيد ستيفن ألبرتس وريتشارد هايس في 2003 بعنوان: "السلطة الكاملة": القيادة... السيطرة... في عصر المعلومات. "تم نشر هذا الكتاب بواسطة برنامج أبحاث القيادة والتحكم (Command and Control Research Program) ويمكن تنزيله من الموقع الإلكتروني للبرنامج.

## المبادئ
يدعو مفهوم السلطة الكاملة للمبادئ التالية:
- تحقيق الوعي الظرفي بدلاً من خلق صورة تشغيلية واحدة
- عمليات متزامنة ذاتيًا بدلاً من العمليات المستقلة ذاتيًا
- «سحب» المعلومات بدلاً من «دفع» معلومات البث
- الجهود التعاونية بدلا من الجهود الفردية
- مجتمعات المصالح (COIs) بدلاً من المداخن
- «مهمة، نشر، عملية، استخدام» بدلاً من «مهمة، عملية، استغلال، تعميم»
- التعامل مع المعلومات مرة واحدة بدلا من التعامل مع مكالمات بيانات عديدة
- مشاركة البيانات بدلاً من الاحتفاظ بالبيانات الخاصة
- تأمين المعلومات الثابتة والمستمرة بدلاً من التأمين المحيطي لمرة واحدة
- عرض النطاق الترددي حسب الطلب بدلا من قيود عرض النطاق الترددي
- النقل القائم على بروتوكول الإنترنت بدلاً من النقل القائم على الدوائر
- معلمات الأداء الرئيسي (KPP) ذات الشبكة الجاهزة بدلاً من معلمات الأداء الرئيسي للتشغيل المتداخل
- خدمات الشركات بدلاً من البنى التحتية المنفصلة
- قدرات الشبكة المركزية القائمة على خدمات النقل المداري التجارية (COTS) بدلاً من تكنولوجيا معلومات النظام الأساسي المركزي المخصصة.

## سرعة الأداء
تهدف فلسفة السلطة الكاملة إلى تحقيق السرعة التنظيمية. كما تتميز سرعة الأداء هذه بست خصائص:
- المتانة: القدرة على الحفاظ على الفعالية عبر مجموعة من المهام، والحالات، والظروف
- المرونة: القدرة على التعافي أو التكيف مع الضرر، أو التعثر، أو الاضطراب في البيئة
- التجاوب: القدرة على التفاعل مع التغيير الذي يحدث في البيئة في الوقت المناسب
- الليونة: القدرة على توظيف عدة طرق لتحقيق النجاح والقدرة على التحرك بسلاسة بينها
- الابتكار: القدرة على القيام بأشياء جديدة والقيام بالأشياء القديمة بطرق جديدة
- التكيف: القدرة على تغيير أساليب العمل وتغيير المنظمة

## وصلات خارجية
- Command and Control Research Program